# Quercus pinnativenulosa
Quercus pinnativenulosa är en bokväxtart som beskrevs av Cornelius Herman Müller. Quercus pinnativenulosa ingår i släktet ekar, och familjen bokväxter. Inga underarter finns listade.